# パトリック・ライアン
パトリック・ライアン (Patrick James "Paddy" Ryan、1883年1月4日 - 1964年2月13日)は、アメリカ合衆国の陸上競技選手。
ライアンはアイルランドのティペラリー県に産まれ、1901年にアメリカに移民。1920年アントワープオリンピックではハンマー投に出場し、52.875mの記録で2位に4m以上の大差をつけ金メダルを獲得。さらに16年ぶりに実施された56ポンド重錘投げでも10.965mを投げ、銀メダルを獲得した。